# Mightyfools
Mightyfools était un duo de disc jockeys et producteurs néerlandais actif de 2008 à 2018.
Le duo anime l'année 2013 avec trois productions à succès : Footrocker, Put Em Up et Go, respectivement sorties sur Revealed Recordings et Spinnin' Records. Footrocker se classera n°3 du top 100 établi par Beatport.
Supporté par Laidback Luke, Don Diablo, Hardwell ou encore Fedde Le Grand, le groupe se produisit sur des festivals d'envergure internationale tel l'Amsterdam Dance Event.
Le 19 avril 2018, ils annoncent leur séparation sur les réseaux sociaux.

## Discographie partielle[5]

### Singles
- 2013 : Footrocker Revealed Recordings
- 2013 : Put Em Up DOORN (Spinnin)
- 2013 : Go Wall Recordings
- 2014 : Pullover (avec Niels Van Gogh) [DOORN (Spinnin' Records)
- 2014 : Shaolin Fly Eye Records
- 2015 : Garuda Spinnin' Records
- 2015 : Shots Fired (avec Mike Hawkins) Fly Eye Records
- 2015 : No Class (avec Yellow Claw) Barong Family
- 2015 : For the Family EP Barong Family
- 2015 : Gangsta [FREE / Spinnin' Premium]